# PARC

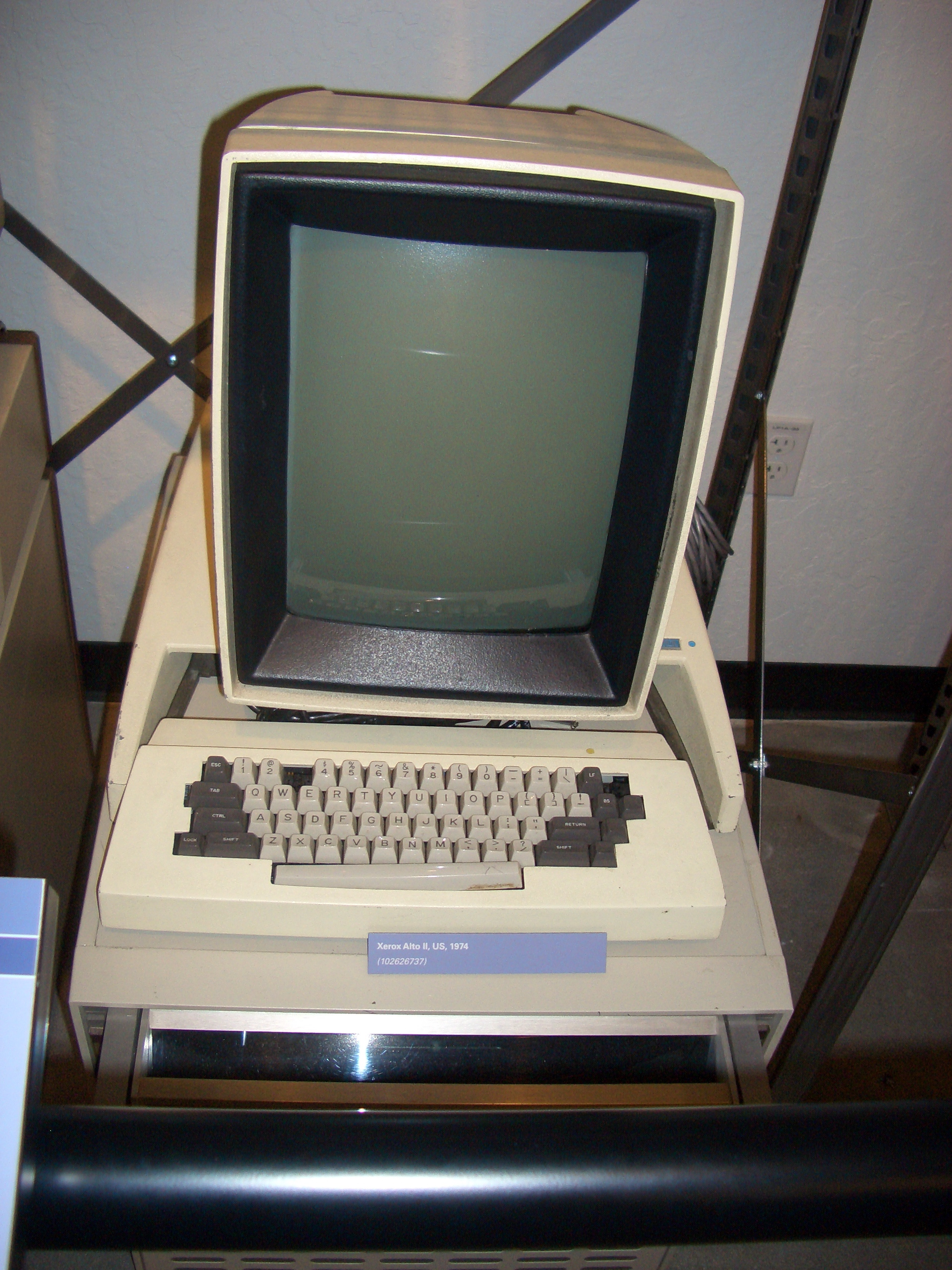
Xerox Alto — первый в мире компьютер с графическим интерфейсом, разработанный в Xerox PARC

PARC (англ. Palo Alto Research Center) (ранее Xerox PARC) — научно-исследовательский центр, основанный по настоянию главного научного сотрудника компании Xerox Джека Голдмана в 1970 году. В 2002 году PARC выделен в отдельную компанию (в собственности Xerox).
На момент основания центра Xerox потерял патент на ксерографию, и его менеджеры опасались потери части рынка в пользу японских компаний. Поэтому центр должен был заниматься инновационными разработками, которые бы позволили фирме и дальше оставаться лидером на рынке офисных технологий.
В 2023 году компания Xerox объявила о передаче лаборатории PARC некоммерческому научно-исследовательскому институту SRI International.

## Достижения
В PARC были разработаны технологии, которые всё ещё очень активно используются. Многие из них стали стандартом в компьютерном мире. Однако маркетинговая политика, направленная в первую очередь на рынок копировальной техники, привела к тому, что разработки центра принесли успех другим фирмам, таким как Adobe, Apple и Microsoft.
В 1970-е годы в центре были разработаны:
- Компьютерная мышь
- Лазерный принтер
- Язык программирования Smalltalk и с ним развитие концепции объектно-ориентированного программирования
- Концепция ноутбука
- Ethernet
- Язык InterPress[англ.] (предшественник языка Postscript)
- Графический пользовательский интерфейс, впервые воплощённый в компьютере Xerox Alto (предшественник Apple Macintosh)
- Принцип WYSIWYG и первый WYSIWYG-ориентированный текстовый редактор Bravo[англ.] (предшественник Microsoft Word)

### Xerox Alto
Весной 1973 года инженеры PARC создали персональный компьютер Alto в виде стола с центральным процессором и дисководом со сменными жёсткими дисками в тумбе, на столешнице располагались подставка под диски и терминал — монитор с клавиатурой и мышью. В 1975 году десятки сотрудников в PARC ежедневно работали на таких персональных компьютерах.
В операционной системе Alto был графический оконный интерфейс пользователя, на нём работали: текстовый процессор с основными функциями современных Microsoft Word и LibreOffice Writer, клиент электронной почты с простым функционалом, подобно упрощённой версии Apple Mail, Microsoft Outlook или Mozilla Thunderbird, а также другое программное обеспечение. На этом компьютере можно было разрабатывать программы в объектно-ориентированных языках программирования, как и на современных персональных компьютерах. Компьютер был оснащён сетевым интерфейсом и мог подключаться к лазерным принтерам. Для 1970-х это был технологический прорыв — в то время бизнес и учёные использовали компьютеры классов «мейнфреймы», занимавшие залы (самые распространённые из них — IBM System/360), и «малые ЭВМ», занимавшие комнаты (например, любимый исследователями PDP-10), у которых не было таких возможностей и такого интерфейса.